# Mai-HiME
Autre
Mai-HiME (舞-HiME) est issu d'un projet multisupport japonais, Mai-HiME Project (舞-HiMEプロジェクト), produit par les studios Sunrise.
Il fut décliné en série animé, bandes dessinées et romans entre 2004 et 2005.
Des déclinaisons vidéoludiques virent également le jour : en 2005 sur PlayStation 2, Mai-HiME Unmei no keitouju (舞-HiME 運命の系統樹) ; en 2006, sur PC, Mai-HiME Unmei no keitouju shura (舞-HiME 運命の系統樹 修羅), ainsi que sur PlayStation Portable, Mai-HiME bakuretsu! Kaze Hanagakuen gekitō-shi?! (舞-HiME 爆烈! 風華学園激闘史?!) et Mai-HiME senretsu! Ma kaze Hanagakuen gekitō-shi!! (舞-HiME 鮮烈! 真 風華学園激闘史!!).
À la suite du succès de la série animée, une suite dérivée a été produite : en série animée également entre 2005 et 2006, My-otome (舞-乙HiME, Mai-Otome) ; accompagnée de deux OVA, My-otome Zwei (舞-乙HiME Zwei, Mai-Otome Zwei) en tant qu'épilogue en 2006, et My-otome 〜S.ifr〜 (舞-乙HiME 0〜S.ifr〜, Mai-Otome 〜S.ifr〜) en tant que présuite en 2008 ; ainsi que plusieurs déclinaisons en bande dessinée entre 2005 et 2007.

## Histoire
Mai-HiME nous raconte l'histoire de Mai Tokiha, une jeune fille de quinze ans (née un 22 juillet) se voyant conviée à la prestigieuse académie Fūka. Titulaire d’une bourse d’étude accordée dans de mystérieuses circonstances, Mai se retrouve emportée malgré elle dans une lutte dont elle ignorait jusqu’alors l'existence et la finalité.  
Aidée, et parfois trahie par ses nouvelles amies, troublée par certains et toujours inquiète pour la santé fragile de son jeune frère Takumi, la jeune héroïne réalise progressivement que sa présence au sein de la communauté des HiME n’est pas le jeu du hasard.
En effet, Mai se révèle être une HiME (Highly-advanced Materializing Equipment), c'est-à-dire une personne capable de matérialiser des objets qui n'existent préalablement pas : de ce fait, Mai est capable de créer des rayons et des boules de feu à la portée destructrice. Elle peut également invoquer son Enfant (Child dans la version originale) Kagutsuchi, qui met généralement un terme au combat. 
Natsuki Kuga dit à propos de ces derniers : « L’Enfant. Un être anormal né de l’affection que l’on porte à celui qu’on aime. Plus l’affection est forte, plus l’Enfant l’est aussi. »
Il existe douze autres HiME qui, au fil des épisodes, révèlent à leur tour leurs capacités.

## Signification du titre
Le titre de l’œuvre, Mai-HiME (舞-HiME), est une stylisation graphique ainsi qu'un jeu de mots multiple.
Avec cette typographie, le terme HiME est un acronyme signifiant en anglais Highly-advanced Materializing Equipment (litt. « Équipement de matérialisation hautement avancé »), et désignant diégétiquement des personnes possédant un pouvoir de matérialisation. Dans sa signification, il vient également du mot japonais hime (姫), signifiant « princesse ».
Mai (舞) est, quant à lui, un ateji : en plus de renvoyer au prénom homophone du personnage principal, Mai (舞衣), il est la transcription phonétique depuis le japonais de l'adjectif possessif anglais à la première personne, my (« ma » ou « mes » dans le cas présent), alors qu'il s'écrirait habituellement — en tant qu'anglicisme — en katakana (マイ) au lieu d'un idéogramme.
Ce dernier (舞) signifie « danse » ; s'il est associé à l'idéogramme de hime, cela donne le terme maihime (舞姫, « danseuse ») : au cours des épisodes, le champ lexical de la danse sera employé pour parler des HiME, en particulier au sujet de Mai Tokiha (cf., par exemple, les titres des épisodes 3 et 20).
En conclusion, le titre de l’œuvre peut donc être compris à la fois comme « Ma/mes princesse(s) », « Ma/mes HiME », « Princesse Mai », « Mai la HiME », « Danseuse(s) », « Princesse(s) de la/des danse(s) », « Danse(s) de(s) HiME », etc.

## Personnages

### Étudiants de l'académie Fūka

#### Lycée

##### Première année
Mai Tokiha (鴇羽 舞衣, Tokiha Mai)
Voix japonaise : Mai Nakahara, voix française : Karine Pinoteau
Le personnage-titre et protagoniste de l'histoire.
Une fille dévouée aux autres avec une fibre de « grande sœur » très développée : responsable de son cadet Takumi, qui est chroniquement malade, elle a dû s'en occuper et veiller toute seule sur lui jusqu'à présent.
Elle fait partie des HiME, la troisième révélée dans l'intrigue : son pouvoir est associé au feu ; son « Élément » (エレメント, Eremento, de l'anglais Element), arme lui permettant d'utiliser ses pouvoirs, est un lot de quatre bracelets dorés (un pour chaque membre) ; et son « Enfant » (チャイルド, Chairudo, de l'anglais Child), matérialisation de son Élément sous forme de familier gardien biomécanique, est Kagutsuchi (カグツチ, d'après la divinité shintoïste homonyme), une espèce de dragon blanc.
Natsuki Kuga (玖我 なつき, Kuga Natsuki)
Voix japonaise : Saeko Chiba, voix française : Agnès Manoury
Deutéragoniste de l'histoire.
Fille solitaire, introvertie et de prime abord froide se déplaçant avec sa moto personnelle, elle semble enquêter sur quelque chose d'important.
Elle fait partie des HiME, la première révélée dans l'intrigue : son pouvoir est associé à la glace ; son Élément, une paire de pistolets ; et son Enfant est Duran (デュラン, Dyuran, d'après l'ancien chien de sa famille), une espèce de loup d'argent armée de canons.
Yūichi Tate (楯 祐一, Tate Yūichi)
Voix japonaise : Tomokazu Seki, voix française : Benoît Du Pac
Le premier condisciple rencontré par Mai Tokiha (et Takumi), sur le bateau à destination de l'académie, ainsi que l'ami d'enfance de Shiho Munakata.
Yūichi est proche de cette dernière comme un « grand frère », et devient ami avec la première.
Il est assistant au Conseil des Élèves, et anciennement membre du club scolaire de kendō avec Masashi Takeda.
Miyu Glear (深優・グリーア, Miyu Gurīa)
Voix japonaise : Kiyomi Asai, voix française : Chantal Baroin
Fille étrange et peu bavarde, qui passe le plus clair de son temps à tenir compagnie et veiller sur la petite Alyssa Searrs.
Chie Harada (原田 千絵, Harada Chie)
Voix japonaise : Mitsuki Saiga
Akane Higurashi (日暮 あかね, Higurashi Akane)
Voix japonaise : Junko Iwao, voix française : Pascale Chemin
Sayuri Ichinose (市ノ瀬 小百合, Ichinose Sayuri)
Voix japonaise : Akiko Kimura
Yukino Kikukawa (菊川 雪之, Kikukawa Yukino)
Voix japonaise : Mamiko Noto, voix française : Catherine Desplaces
La meilleure amie et confidente d'Haruka Suzushiro.
Fille à lunettes faible, très introvertie et froussarde, elle suit son amie en toute circonstance et lui est aussi attachée que loyale, bien qu'elle semble tout de même avoir ses petits secrets.
Elle fait partie des HiME : son pouvoir est associé à la nature ; son Élément, un lot de miroirs ; et son Enfant est Diana (ダイアナ, Daiana, d'après l'amie homonyme du personnage éponyme dans le roman canadien Anne… la maison aux pignons verts), une espèce de nymphe végétale.
Kazuya Kurauchi (倉内 和也, Kurauchi Kazuya)
Voix japonaise : Kazuma Horie, voix française : Benjamin Pascal
Yayoi Ōta (太田 弥生, Ōta Yayoi)
Voix japonaise : Kimiko Koyama
Aoi Senou (瀬能 あおい, Senō Aoi)
Voix japonaise : Ryoko Shintani
Miya Suzuki (鈴木 美也, Suzuki Miya)
Voix japonaise : Yui Itsuki

##### Troisième année
Shizuru Fujino (藤乃 静留, Fujino Shizuru)
Voix japonaise : Naomi Shindou, voix française : Nathalie Bienaimé
La présidente du Conseil des Élèves, ainsi qu'une connaissance de Natsuki Kuga.
Visiblement originaire du Kansai par son accent, sa communication très indirecte ainsi que son habitude d'avoir tout le temps une tasse de thé entre les mains, elle apparaît aux autres comme une fille à la fois calme, posée, confiante et mûre, mais également malicieuse et taquine : toutefois, elle semble aussi avoir en permanence une idée derrière la tête.
Elle fait partie des HiME, la dernière révélée dans l'intrigue : son pouvoir rappelle l’onna-bugeisha et est associé au poison ; son Élément, une sorte de bardiche ressemblant à une naginata et pouvant s'étendre comme une chaîne ; et son Enfant est KiyoHiME (清姫, d'après la princesse homonyme), une espèce de serpent à pointes quinticéphale violet.
Reito Kanzaki (神崎 黎人, Kanzaki Reito)
Voix japonaise : Toshihiko Seki, voix française : Fabien Briche
Vice-président du Conseil des Élèves et bon ami de leur présidente, Shizuru Fujino.
Ancien parmi les élèves ayant du succès auprès des filles et soucieux d'aider les autres, d'une personnalité posée, charismatique et empathique, il sert souvent de médiateur pour tempérer les esclandres d'Haruka Suzushiro.
Partageant avec Shizuru le même caractère ainsi que le goût pour le thé, une rumeur leur prêterait une relation sentimentale.
Haruka Suzushiro (珠洲城 遥, Suzushiro Haruka)
Voix japonaise : Ryoka Yuzuki, voix française : Brigitte Guedj
Membre du Conseil disciplinaire ainsi que meilleure amie, protectrice de longue date et proche confidente de Yukino Kikukawa.
Scrupuleuse avec les règles et les mœurs, elle rentre souvent en conflit avec les autres, désapprouvant par exemple régulièrement les méthodes de Shizuru Fujino en tant que présidente du Conseil des Élèves, et a tendance à écorcher les mots qu'elle emploie.
Masashi Takeda (武田 将士, Takeda Masashi)
Voix japonaise : Yuji Ueda
Capitaine du club scolaire de kendō.
Il trahit un intérêt amoureux pour Natsuki Kuga, qui persiste à le percevoir — à tort — comme un pervers à cause d'une série de malentendus comiques.
Dans la version illustrée, il suscite l'intérêt de Nao Yūki.

#### Collège
Mikoto Minagi (美袋 命, Minagi Mikoto)
Voix japonaise : Ai Shimizu, voix française : Christelle Reboul
Deutéragoniste de l'histoire.
Mikoto est une enfant sauvage et visiblement amnésique qui fut repêchée sur le trajet du bateau transportant Mai et Takumi en direction de l'académie Fūka : étant d'après ses dires « à la recherche de son frère », Mai veille alors sur elle comme une grande sœur pour lui éviter de s'attirer des ennuis, Mikoto étant primaire, mal éduquée et obsédée par la quête de nourriture.
Elle fait partie des HiME, la seconde révélée dans l'intrigue : son pouvoir est associé aux ténèbres ; son Élément, une sorte d'imposante (pour son gabarit) épée à deux mains et lame noire ; et son Enfant est Miroku (巳六, d'après l'Être absolu bouddhique homonyme), une espèce de démon armuré à trois membres et armée d'un gourdin de fer.
Shiho Munakata (宗像 詩帆, Munakata Shiho)
Voix japonaise : Sakura Nogawa, voix française : Adeline Moreau
Amie d'enfance de Yūichi Tate, qu'elle adore et nomme comme son « grand frère ».
Shiho se montre très possessive envers lui et n'apprécie pas quand il passe du temps avec Mai Tokiha : cela semble la travailler plus qu'ils ne se l'imaginent.
Elle fait partie des HiME : son pouvoir est associé au son ; son Élément, une flûte ; et son Enfant est Yatagarasu (ヤタガラス, d'après l'oiseau shintoïste homonyme), une espèce de corbeau noir unipédiste.
Akira Okuzaki (尾久崎 晶, Okuzaki Akira)
Voix japonaise : Sanae Kobayashi, voix française : Laurence Saquet
À l'académie, condisciple et colocataire de Takumi Tokiha, ainsi qu'étudiant le plus populaire de sa classe.
En dépit de mauvais débuts dus à sa propre attitude, Akira rejetant la faiblesse de Takumi et l'évitant au maximum, ils sympathisent toutefois progressivement grâce à la gentillesse et la patience de ce dernier. Leur relation évolue drastiquement lorsque Takumi découvre involontairement, mais accepte de garder pour lui, son secret : Akira est en réalité une kunoichi se faisant passer pour un garçon.
Elle fait partie des HiME : son pouvoir est associé à l'espace ; son Élément, une sorte de kunai à lame double ; et son Enfant est Gennai (ゲンナイ, d'après le pharmacologue homonyme), une espèce de crapaud olive pourvue de projecteurs aveuglants.
Takumi Tokiha (鴇羽 巧海, Tokiha Takumi)
Voix japonaise : Yugo Takahashi, voix française : Olivier Podesta
Le frère cadet de Mai, et colocataire d'Akira Okuzaki à l'académie.
C'est un garçon gentil et sage, mais aussi chétif causant malgré lui des soucis à son aînée, qui s'est jusqu'ici occupée toute seule de lui.
À cause d'une maladie cardiaque, il est obligé d'éviter les efforts et émotions excessifs, ainsi que de garder en permanence sa boîte à médicaments avec lui pour prendre son traitement quotidien.
Nao Yūki (結城 奈緒, Yūki Nao)
Voix japonaise : Yuuka Nanri, voix française : Maud Heywang
Fille de quatorze ans de la classe 3-G.
Délinquante juvénile, son passe-temps consiste à utiliser ses pouvoirs pour attirer des hommes durant ses virées nocturnes afin de les dépouiller.
Dans son enfance, sa famille fut attaquée durant un vol qualifié et sa mère, laissée inconsciente depuis les faits : la froideur et la discrimination subies par ses pairs ont achevé de la renfermer et nourrissent sa haine des autres Humains.
Elle fait partie des HiME : son pouvoir est associé au sang ; son Élément, des gants acérés à fils métalliques tranchants et extensibles sur les extrémités ; et son Enfant est Julia (ジュリア, Juria, d'après l'identité secrète d'Arachne, la seconde Spider-Woman), une espèce de jorōgumo bleu-vert pourvue d'une queue de scorpion.

#### Primaire
Alyssa Searrs (アリッサ・シアーズ, Arissa Shiazu)
Voix japonaise : Yuko Miyamura, voix française : Nathalie Bleynie
Une fillette à voix d'ange participant à la chorale de l'académie en tant que soliste.
Mystérieuse et renfermée, elle ne se mêle pas aux autres et passe son temps en la seule compagnie de Miyu Glear, qui veille sur elle.
Elle est une HiME artificielle dont l’Enfant, Artemis (アルテミス, Arutemisu, d'après la divinité grecque homonyme), est une espèce de satellite en orbite terrestre armée de missiles et d'un canon à énergie.

### Personnel de l'académie Fūka
Joseph Glear (ジョセフ・グリーア, Josefu Gurīa)
Voix japonaise : Kinryu Arimoto
Fumi Himeno (姫野 二三, Himeno Fumi)
Voix japonaise : Yukana, voix française : Olivia Dutron
Wataru Ishigami (石上 亘, Ishigami Wataru)
Voix japonaise : Shinichiro Miki
Kaiji Sakomizu (迫水 開治, Sakomizu Kaiji)
Voix japonaise : Akio Suyama
Mashiro Kazahana (風花 真白, Kazahana Mashiro)
Voix japonaise : Yukana, voix française : Dominique Vallée
Yukariko Sanada (真田 紫子, Sanada Yukariko)
Voix japonaise : Kikuko Inoue, voix française : Dominique Vallée
Yōko Sagisawa (鷺沢 陽子, Sagisawa Yōko)
Voix japonaise : Akiko Kimura
Midori Sugiura (杉浦 碧, Sugiura Midori)
Voix japonaise : Yukari Tamura, voix française : Marie Diot
Employée à temps partiel de dix-sept ans à la pâtisserie Linden Baum (リンデンバウム, Rinden Baumu) avec Akane Higurashi, Kazuya Kurauchi et Mai Tokiha, elle devient professeur titulaire remplaçant de la classe de cette dernière à la suite du départ en convalescence du Pr Sawada.
Experte en histoire et archéologie, elle fait des recherches approfondies sur le Festival.
Elle fait partie des HiME : son pouvoir est associé à la terre ; son Élément, une arme fantaisiste à mi-chemin entre la hallebarde et le labrys ; et son Enfant est Gakutenō (愕天王), une espèce de rhinocéros-tatou rouge armurée de lames (dont une à l'extrémité d'un appendice frontal) et pourvue de pattes postérieures amovibles en roues motrices.

### Antagonistes
Le Premier District (初等部, Shotō-bu)
Organisation chargée d'identifier et rassembler les HiME à l'académie Fūka.
La Fondation Searrs (シアーズ財団側, Shiāzu zaidan-gawa)
Très ancienne organisation déguisée en corporation américaine, dont le but caché est d'obtenir le pouvoir des HiME.
Le Prince de l'Obsidienne (黒曜の君, Kokuyō no Kimi)
Voix japonaise : Toshihiko Seki
Antagoniste majeur des HiME ainsi que de l'histoire.
Instigateur de leur « sororicide » durant le Festival (祭り, matsuri) des HiME, son pouvoir est proportionnel à leurs pleurs.
Nagi Homura (炎 凪, Homura Nagi)
Voix japonaise : Akira Ishida, voix française : Éric Chevallier
Personnage mystérieux et ambigu aux motivations obscures.
Il se révèle être le serviteur du Prince de l'Obsidienne.
John Smith (ジョン・スミス, Jon Sumisu)
Voix japonaise : Naoya Uchida
Membre de la Fondation Searrs officiant au Quatrième district, relations publiques.

### Autres
Yamada (ヤマダ)
Voix japonaise : Hisanori Koyatsu
Informateur occasionnel de Natsuki Kuga.
Pr Yasuhiro Sawada
Un professeur d'histoire japonaise à l'académie Fūka.
Originellement professeur titulaire de la classe de Mai Tokiha, il part toutefois en convalescence et est remplacé par Midori Sugiura à la suite de l'attaque du bus par un Orphelin dans l'épisode 5.

## Production et supports

### Série animée

#### Informations générales
- Année de sortie : 2004
- Nombre d'épisodes : 26
- Musique : Yuki Kajiura
- Chara-design, directeur d'animation : Hirokazu Hisayuki
- Directeur général : Masakazu Ohara
- Auteur : Hajime Yatate
- Scénariste : Hiroyuki Yoshino
- Directeur Artistique : Shinji Takasuka
- Licencié en France par : Beez Entertainment

### Manga
Écrit par Noboru Kimura et dessiné par Kenetsu Satō, le manga reprend grosso modo les mêmes personnages que l'anime, mais l'histoire suit cette fois un cours bien différent (surtout pour tout ce qui concerne la fondation SEARS et le pouvoir des HIME). Le personnage principal est cette fois-ci Yūichi Tate et, le tout est beaucoup plus assaisonné de fan service.

#### Liste des volumes
| no | Japonais         | Japonais   |
| no | Date de sortie   | ISBN       |
| -- | ---------------- | ---------- |
| 1  | 11 novembre 2004 | 4253207715 |
| 2  | 8 février 2005   | 4253207723 |
| 3  | 8 mars 2005      | 4253207731 |
| 4  | 13 octobre 2005  | 2849651737 |
| 5  | 11 décembre 2005 | 2849651745 |